# وليام هاملتون (دبلوماسي)
وليام هاملتون (بالإنجليزية: William Hamilton (diplomat))‏ (و. 1730 – 1803 م) هو عالم الإنسان، ودبلوماسي، وعالم آثار، وvolcanologist من مملكة بريطانيا العظمى . ولد في هنلي أون تيمز . تولى منصب عضو مجلس الشعب في برلمان بريطانيا العظمى .
وهو عضو في الجمعية الملكية، وبرلمان المملكة المتحدة ال12، والأكاديمية الأمريكية للفنون والعلوم، وSociety of Antiquaries of London .
توفي في لندن .

## التعليم
تعلم في Westminster School

## أعمال بارزة
من أهم أعماله:
- Campi Phlegræi.

## الخدمة العسكرية
خدم في الجيش البريطاني.

## جوائز
حصل على جوائز منها:
- وسام كوبلي (1770)
- زميل في الجمعية الملكية.

## روابط خارجية
- وليام هاملتون على موقع الموسوعة البريطانية (الإنجليزية)